# Zeppo Marx
Herbert Manfred "Zeppo" Marx, (Upper East Side, Manhattan, 25. veljače 1901. — Palm Springs, Kalifornija, 30. studenog 1979.) bio je američki glumac i komičar, jedan od Braće Marx. Nadimak Zeppo dobio je, navodno po tadašnjoj novotariji - cepelinu.
Zeppo se pojavljuje s braćom Marx u prvih pet filmova, ali ih napušta 1934. Bio je nezadovoljan jer nikada nije dobio neku zabavnu ulogu, iako je pokazivao da ima talenat za to. 
Umjesto toga igrao je uloge romantičnog heroja ili Grouchovog tajnika. Poslije napuštanja braće Marx postao je uspješan poslovan čovjek. Između ostalog bio je vrstan izumitelj, a poduzeće čiji je bio vlasnik sudjelovalo je indirektno u atomskom bombardiranju Japana. U poduzeću je naime konstruiran držač koji je kasnije američka vojska upotrijebila za učvršćivanje bombi u zrakoplovu.  
Bio je oženjen Barbarom Blakely (kasnije Barbara Marx) 1959. – 1973. Barbara se 1976. preudala za Franka Sinatru.

## Filmografija
- A Kiss in the Dark (1925.)
- Humor Risk (kratki film) 1926.)
- The Cocoanuts (1929.)
- Animal Crackers (1930.)
- Monkey Business (1931.)
- Horse Feathers  (1932.)
- Duck Soup (1933.)

## Vanjske poveznice
- Zeppo Marx u internetskoj bazi filmova IMDb-u (engl.)